# Donzel Rush
Donzel Orlando Rush, talvolta indicato come Donzell (New York, 18 febbraio 1974 – Miramar, 31 luglio 2017) è stato un cestista statunitense con cittadinanza italiana per matrimonio dal novembre 2005, professionista in Italia, Spagna, Giappone, Nord America, Centro America e Sud America.

## Carriera
Uscito nel 1996 dalla University of South Florida, comincia a giocare nelle leghe minori statunitensi USBL e CBA. Nel 1997 approda nel campionato di Porto Rico, poi inizia la sua prima parentesi in Argentina, con i colori dell'Obras Sanitarias.
Tra il gennaio e il maggio del 1998 veste la canotta degli spagnoli del Murcia, con cui gioca le ultime nove partite di regular season della Liga LEB 1997-1998 (contribuendo con 11,6 punti e 10,9 rimbalzi) più tutta la fase play-off (con 7,9 punti e 7,0 rimbalzi) la quale sancisce la promozione del club nella massima serie nazionale.
La sua carriera prosegue in Giappone agli Aisin Seiki SeaHorses, poi torna in Argentina per militare questa volta nel Quilmes di Mar del Plata.
Approda per la prima volta in una squadra italiana nell'estate del 2000 con l'ingaggio da parte del neopromosso Scafati Basket, formazione che si apprestava a disputare il suo primo campionato di Serie A2. Gioca 14 partite in cui viaggia a 13,1 punti e 7,6 rimbalzi, poi a dicembre viene sostituito da Tellis Frank. Rush rimane comunque in Serie A2, visto che qualche giorno più tardi si accorda con il neopromosso Progresso Castel Maggiore. La formazione emiliana termina all'ultimo posto in classifica un campionato che, eccezionalmente, non prevede retrocessioni, con Rush che mette a referto 11,9 punti e 9,0 rimbalzi di media in 19 presenze. A meno di una settimana dall'inizio della Legadue 2001-2002, la dirigenza di Castel Maggiore lo conferma per l'imminente campionato, concluso dalla squadra con il raggiungimento dalla salvezza e da Rush con 12,8 punti e 7,8 rimbalzi. Nuovamente confermato da Castel Maggiore, nella Legadue 2002-2003 è tra gli artefici della cavalcata che porta la truppa di coach Giampiero Ticchi a raggiungere a sorpresa le semifinali play-off, chiudendo come secondo miglior marcatore stagionale della squadra dietro a Damon Williams sia in regular season (13,9 punti) che ai play-off (13,0).
Dopo i primi tre anni in Italia, nell'ottobre 2003 passa agli argentini dell'Atenas per sostituire Andrés Pelussi (trasferitosi a sua volta alla FuturVirtus, che ancora, formalmente, era proprio il Progresso Castel Maggiore): gioca 16 gare, poi vola in Spagna a concludere l'annata al Burgos in Liga LEB 2.
Riprende la militanza nella Legadue italiana nel 2004-2005, ingaggiato dalla Robur Osimo. Nonostante le vociferate prospettive riguardanti una sua imminente naturalizzazione, nell'arco della stagione non riesce in realtà ad ottenere il passaporto italiano, continuando ad occupare una casella da extracomunitario. La formazione marchigiana, nel frattempo, finisce il torneo con sole 6 vittorie su 30 partite, retrocedendo in terza serie in virtù dell'ultimo posto in classifica.
Nel novembre 2005 Rush ottiene la cittadinanza italiana per matrimonio. In funzione di ciò, qualche giorno più tardi viene tesserato come giocatore italiano dalla Viola Reggio Calabria, società con cui debutta nella massima serie italiana. A gennaio eredita il ruolo di capitano dopo la partenza di Anthony Giovacchini, La sua parentesi con i calabresi dura 11 partite nelle quali viaggia a 7,9 punti e 5,3 rimbalzi in 24,2 minuti di media, poi a marzo la società (in una difficile situazione economica e di risultati, tanto da chiudere il campionato con sole tre vittorie, tutte ottenute nel girone di andata) lo cede alla NSB Rieti in Legadue, dove parte prevalentemente dalla panchina.
Torna a calcare i parquet della Serie A nella stagione successiva, ingaggiato dall'Orlandina Basket. Scende in campo in tutte e 34 le partite in programma, finendo con medie di 4,6 punti e 3,8 rimbalzi in 18,9 minuti a gara. Rush e il club siciliano, non esenti da critiche in un'annata difficile, centrano la salvezza all'ultima giornata.
Nell'ottobre 2007 scende nuovamente in Legadue con la sottoscrizione di un accordo annuale con RB Montecatini Terme. Ad ottobre, nella settimana che segue la seconda giornata di andata, è vittima di una frattura al piede sinistro che gli fa saltare un girone intero, dato che il suo rientro in campo avviene solo alla seconda giornata di ritorno. A fine campionato, le sue statistiche delle 15 partite disputate parlano di 8,1 punti e 5,5 rimbalzi in 25,7 minuti.
Al termine dell'annata trascorsa con i toscani torna a giocare oltreoceano, prima in Argentina al Monte Hermoso e poi in Messico agli Ángeles de Puebla.
Sul finire della Legadue 2008-2009, nel mese di aprile, a tre giornate dalla fine del torneo, il suo arrivo alla Pallacanestro Roseto 1946 rappresenta l'ennesimo cambio di organico di una squadra che retrocede matematicamente proprio nella partita in cui Rush debutta.
La sua ultima parentesi in Serie A2 è quella della stagione Legadue 2009-2010, vissuta per la seconda volta con i colori dello Scafati Basket già vestiti nove anni prima. In 21 partite di regular season viene utilizzato in media per 10,0 minuti a gara, nei quali 2,6 punti e cattura 2,8 rimbalzi.
La sua carriera si conclude in Campania, alla Virtus Monte di Procida, con cui ottiene la promozione dalla locale Serie C regionale (Serie C2) alla Serie C Nazionale.
Il 31 luglio 2017 muore all'età di 43 anni nella sua abitazione di Miramar, nel sud della Florida.

## Palmarès
- All-USBL Second Team (1997)
- USBL All-Rookie Team (1996)